# FK Radnik Smederevska Palanka
FK Radnik  je srpski fudbalski klub iz Smederevske Palanke. Trenutno se takmiči u Podunavskoj okružnoj ligi, petom takmičarskom nivou srpskom fudbala.

## Istorija

### Osnivanje
Od davne 1966. godine, tačnije 31. avgusta, zvanično postoji FK Radnik iz Smederevske Palanke. Nastao je iz istoimenog sportskog društva. Naziv Radnik, dobio je zato što se nalazi na teritoriji Radničkog naselja *Kolonija*. Prvi predsednik Skupštine bio je Velimir – Velja Stojanović, a predsednik kluba Milivoje – Mida Davidović. Mesto trenera pripalo je Peri Petroviću *Zolji*, a na utakmice se išlo špediterom koji je vozio Leka Božić.

### Počeci
Prvo takmičenje Radnik je imao u ligi Mladenovačkog podsaveza, a prvu zvaničnu utakmicu je odigrao u Goloboku protiv Pobede i zabeležio poraz od 2:1. Najveće ime u istoriji Radnika, kao igrač i trener bio je Radomir Canković. Sedamdesetih godina prošlog veka, Radnik je dva puta bio prvak u Šumadijskoj ligi, ali zbog finansijskih sredstava prelaz u viši rang bio je prepušten drugoplasiranim ekipama, Šumadincu iz Natalinaca i Slogi iz Batočine. Kada je došlo do nove regionalne podele, Radnik je pripao Podunavskom okrugu i takmičio se u Međuopštinskoj ligi Smederevo-Smederevska Palanka- Velika Plana, a 1978. godine, kao prvak ušao je u Regionalnu Podunavsku ligu.

### Najveći uspesi
Najveći ligaški uspeh je bio, takmičenjem u Drugoj Srpskoj ligi, kada su igrale i ekipa sa područja Beograda, Voždovac, Hajduk, kao i Valjevski Krušik, Loznica. Posle toga igrali su u Podunavskoj zoni i okružnoj ligi.

### Radnik danas
Sezona 2009/10. je bila najlošija za ovaj fudbalski kolektiv. U okružnoj ligi zauzeli su poslednje mesto i preselili se u opštinsku Jaseničku ligu. Uz pomoć lokalne samouprave, na čelo Radnika stao je novi predsednik kluba Uroš Milojević i potpredsednik Zoran Marijanović. Glavni operativac u klubu je sekretar Željko Milić, a mesto trenera je povereno Draganu Goluboviću. Klub je sezonu 2011/12. u Jaseničkoj opštinskoj ligi završio na prvom mestu i tako se već nakon jedne sezone vratio u Podunavsku okružnu ligu.
FK Radnik ima svoje navijače takozvane "Mungose" koji u svakoj utakmici bodre svoj tim i verni su mu od davne 1991. kada je i osnovana pomenuta grupa. Grupu čine dvojica vođa i 50 ljudi sa Kolonije.

## Spoljašnje veze
- Rezultati na srbijasport.net